# Puntius manguaoensis
Puntius manguaoensis är en fiskart som först beskrevs av Day, 1914.  Puntius manguaoensis ingår i släktet Puntius och familjen karpfiskar. IUCN kategoriserar arten globalt som sårbar. Inga underarter finns listade i Catalogue of Life.